# Visión de los vencidos
Visión de los vencidos. Relaciones indígenas de la Conquista es una selección de textos nahuas aparecidos en el siglo XVI. La obra se conforma de fragmentos de escritos indígenas que narran los acontecimientos durante la conquista de México. Los textos fueron traducidos al español por Ángel María Garibay Kintana y compilados por Miguel Leon-Portilla. A través de la compilación de varios relatos escritos desde la perspectiva indígena, se consigue exponer al lector la variedad en cuanto a dichas perspectivas, especialmente las que rechazaron la presencia de extranjeros. El libro está dividido en diecisiete capítulos y un apéndice. Actualmente está considerado como una obra fundamental de la historia de México debido a las historias detalladas de la conquista desde el punto de vista indígena, que raramente se estudia por el público en general. León-Portilla era experto en cultura nahua, y nahuatlato también (hablante de náhuatl).

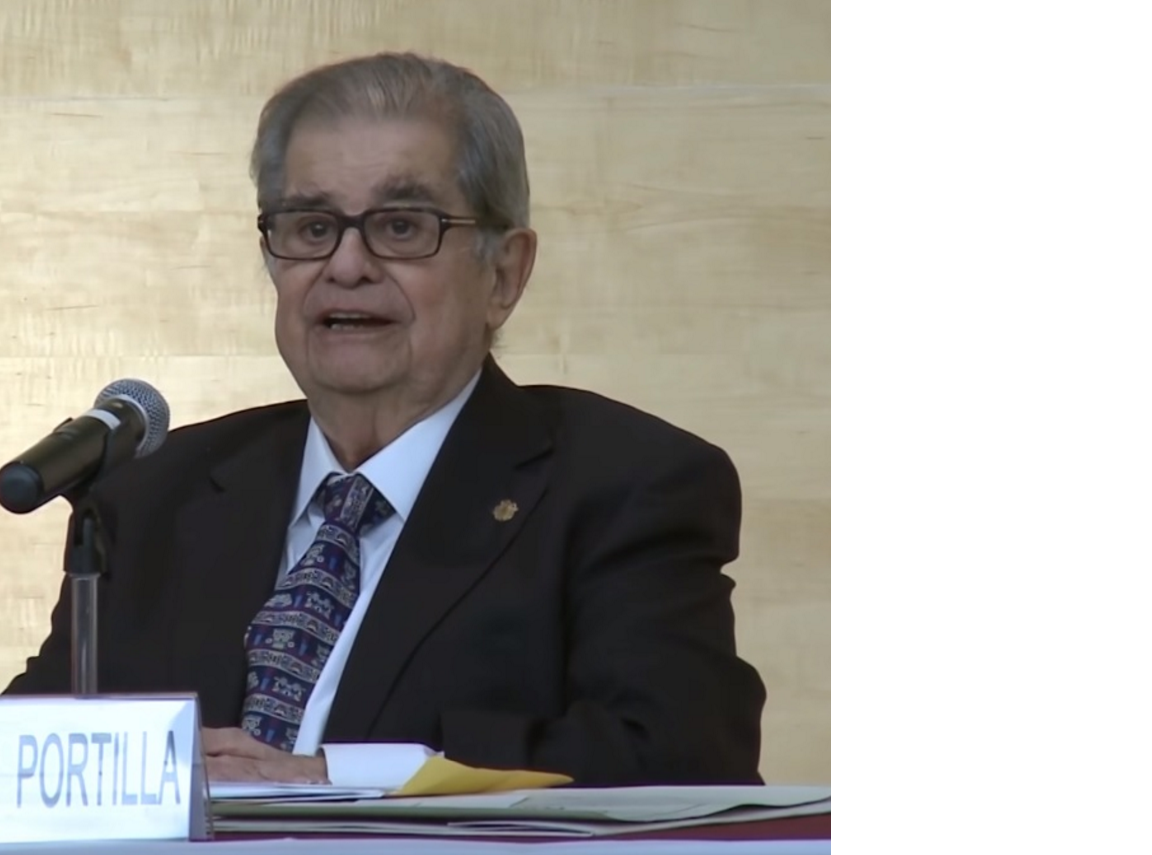
El compilador del libro, Miguel Leon-Portilla

Es una obra que se ha estado editando constantemente, pues la edición más reciente es la vigésimo novena y se publicó en 2007 por la Universidad Nacional Autónoma de México en la colección Biblioteca del Estudiante Universitario, de ella actualmente circula su trigésima reimpresión (2020).
En el año 2016 la UNAM publicó la versión en náhuatl titulada Pehualoqueh intlachializ: totlahtol itechpa yaoyotl ihuicpa caxtiltecah.

## Contenido
Visión de los vencidos es un intento por recopilar algunos de los principales escritos indígenas de los primeros años después de la caída de Tenochtitlan. La idea es presentar un panorama amplio del modo en que los mesoamericanos vivieron la Conquista de México. Bajo esa premisa, León-Portilla acude a varias fuentes escritas en náhuatl, algunas de ellas traducidas al español por Ángel María Garibay Kintana. Entre los documentos más importantes en los que se basó León-Portilla se encuentran el Códice Florentino, los Anales de Tlatelolco y los Cantares Mexicanos
Con Visión de los vencidos León-Portilla rompe con la historia conocida, ya que hasta el momento los textos universalmente difundidos sobre la conquista eran los escritos de fray Bernardino de Sahagún, Diego Muñoz Camargo y algunos de otros españoles. En el libro se incluyen episodios de Texcoco, Chalco, Tezozómoc y Tenochtitlan.
El libro consta de varios apartados, que abarcan el período comprendido entre el primer avistamiento de los españoles por parte de los mesoamericanos, en las costas del Golfo de México (1519), y la derrota final de los tenochcas en 1521.
Un ejemplo notable de la narrativa del libro es la falta de mención del importante rol de las fuerzas indígenas aliadas como los Tlaxcaltecas y Texcocanos en la conquista, así como la importancia de traductores, como La Malinche.

## Resumen
Las historias indígenas que se presentan dentro del libro se dividen en tres partes principales. Primero, se compilan varias partes de unos textos indígenas para demostrar el estado de la gente indígena antes de que llegaran los españoles, incluso varios presagios religiosos que se interpretaron como pronósticos de la llegada de los españoles. Segundo, se describe a través de algunos de los mismos recursos indígenas y algunos otros la marcha de los españoles hacia Tenochtitlan, y los varios encuentros, relativamente amistosos y no, a lo largo del camino. Finalmente, la tercera parte se caracteriza por la llegada en Tenochtitlan y la violencia entre los mexica y los españoles, terminando finalmente con la rendición de la ciudad.

### Antes de que llegaran los españoles
El primer capítulo recopila fragmentos del Códice Florentino y la Historia de Tlaxcala Archivado el 9 de enero de 2010 en Wayback Machine. de Diego Muñoz Camargo que describen los varios presagios religiosos que, desde el punto de vista de los dos textos, pronostica la venida a América de Cortés y los españoles. Los presagios que supuestamente pronostican la llegada de los españoles parecen ser, principalmente, fenómenos naturales. Por ejemplo, el primer "presagio funesto" fue una "espiga de fuego" que apareció en el cielo. Además, el tercer presagio funesto detalla cómo un templo "fue herido por un rayo" a pesar de que no había llovido recientemente. Así que unos acontecimientos relativamente naturales se interpretaron como presagios. Los presagios del Códice Florentino se corroboran en la Historia de Tlaxcala Archivado el 9 de enero de 2010 en Wayback Machine..

### La marcha de los españoles hacia Tenochtitlan
Entre los capítulos dos y siete, tenemos cronológicamente las primeras noticias de la llegada de los españoles hasta su llegada a Tenochtitlan. Esta sección principalmente saca fragmentos del Códice Florentino, específicamente los informantes de Sahagún, pero también hay ciertos fragmentos de la Crónica Mexicana, la Historia de Tlaxcala Archivado el 9 de enero de 2010 en Wayback Machine. de Diego Muñoz Camargo, y el Códice Ramírez. Empieza con la primera noticia de los españoles dentro de sus barcos que, al principio, parecen a la gente indígena como “cerros grandes”. Después de que Motecuhzoma se da cuenta de que han llegado los españoles, envía unos mensajeros vestidos de oro, turquesa, y varios otros minerales preciosos con varios sacrificios humanos en el caso de que sean dioses. Además, se aprende del Códice Florentino que la actitud de Motecuhzoma al esperar la llegada de los españoles se incorpora por miedo y angustia.

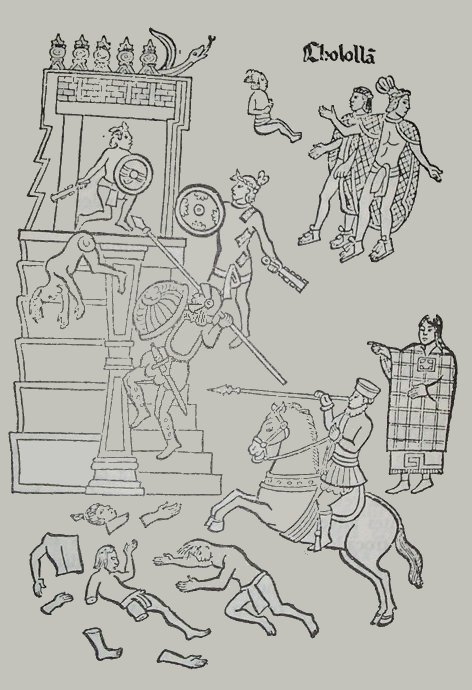
La Matanza de Cholula

#### La matanza en Cholula
Uno de los eventos más importantes que se cubre en esta sección es la matanza de Cholula. Este conflicto entre los españoles y sus aliados, los tlaxcaltecas, se describe desde dos perspectivas. Primero, la perspectiva de los informantes de Sahagún en el Códice Florentino lo retrata como consecuencia directa de los intereses de las tlaxcaltecas, que eran aliados de los españoles. Desde esta perspectiva, los tlaxcaltecas incitaron la matanza debido a un prejuicio o conflicto ya existente. El Códice Florentino indica que el alma de los tlaxcaltecas, “ardía contra los de Cholula". La Historia de Tlaxcala, sin embargo, representa la matanza como una consecuencia de no haber sometido a los españoles por parte de los de Cholula.
Después, el Códice Ramírez detalla el encuentro entre los españoles y el príncipe Ixtlilxóchitl de Texcoco quien finalmente se convierte al cristianismo. Esta parte del Códice Ramírez también nota que Motecuhzoma decide recibir a los españoles en paz.

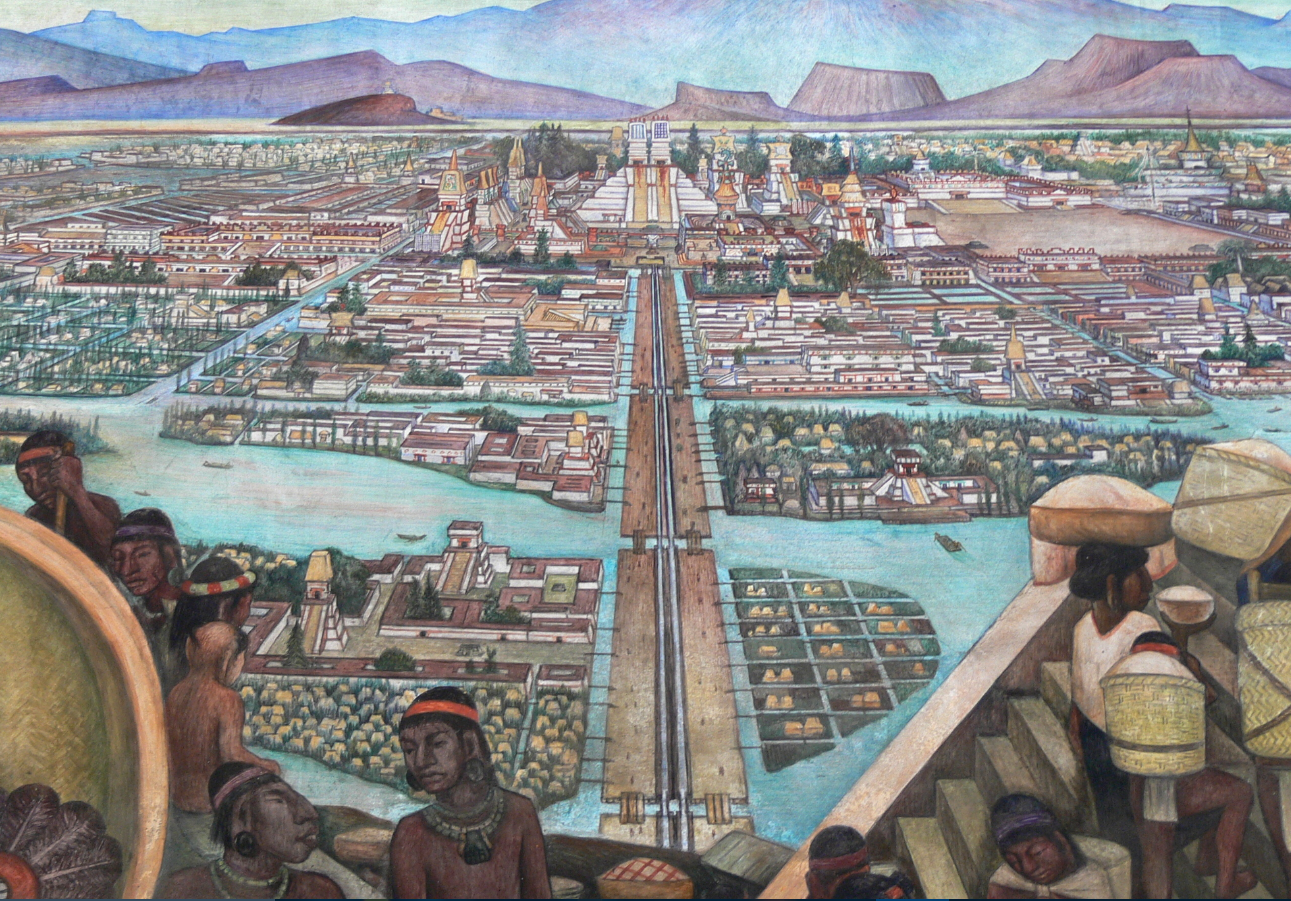
Una panorama de Tenochtitlan

### Los españoles en Tenochtitlan
Al llegar a Tenochtitlan, Cortés se reúne con Motecuhzoma. Según el Códice Florentino, la incredulidad de Motecuhzoma es palpable. Él dice, “No, no es sueño, no me levanto del sueño adormilado, no lo veo en sueños, no estoy soñando…”. Además, se describe la estancia de los españoles dentro de la ciudad en “La Casa Real” y su interés en el oro de Tenochtitlan.

#### La matanza del templo mayor
Durante una fiesta indígena llamada “Toxcatl” para honrar a su dios, Huitzilopochtli, así como a Tezcatlipoca, se lleva a cabo una matanza planificada por el subordinado de Cortés, Pedro de Alvarado. Cortés había salido de la ciudad para combatir al ejército de Diego Velázquez de Cuéllar, el entonces gobernador de Cuba. Se describe dentro del Códice Florentino cómo los españoles cerraron todas las salidas del Patio Sagrado, en el cual tenía lugar la fiesta religiosa, y que “nadie pudo salir”. El texto señala que, después de que los españoles hubiesen regresado a La Casa Real, los indígenas sitiaron continuamente a los españoles hasta que salieron de la ciudad durante La Noche Triste. La XIII relación de Ixtlilxóchitl y el Códice Aubín corroboran el mismo evento de manera muy similar.

#### La Noche Triste
La Noche Triste se describe a través del Códice Florentino también. El fragmento del Códice Florentino indica cómo los españoles trataban de huir de la ciudad clandestinamente para evitar una batalla por tener una fuerza comparativamente pequeña. Todo esto ocurrió después de la matanza de Motecuhzoma – todavía no hay concordancia con respecto a quien mató al rey mexica (o los españoles, o los mexicas). Finalmente, sin embargo, se descubrió su huida y así comenzó la batalla de la “Noche Triste” – así llamado debido a la pérdida de vida y oro por parte de Cortés y su ejército.
Los informantes de Sahagún relatan cómo, después de su huida de Tenochtitlan, se pensaba generalmente entre el pueblo de Tenochtitlan que los españoles no iban a regresar. Además, relata lo que se llama hueyzáhuatl – una epidemia de viruela, probablemente – pasó rápidamente por la ciudad antes de que los españoles si llegaron de nuevo para sitiar a la ciudad. Se describe detalladamente la manera por la cual atacaron a la ciudad – con cañones montadas en barcos hechos afuera de la ciudad, notablemente. Los españoles seguían avanzando al interior de la ciudad, a pesar de que los guerreros indígenas, bajo el mando de Tzilacatzin y Cuauhtémoc, seguían peleando hasta el fin. de todo el mundo

#### El sitio de Tenochtitlan por los españoles
El Códice Florentino, la XIII relación de Alva Ixtlilxóchitl, y la VII relación de Chimalpain relatan la rendición de la ciudad a los españoles. En cuanto a la rendición, el Códice Florentino relata, principalmente, un presagio de la rendición en la forma de la misma espiga de fuego que apareció antes de que llegaran los españoles. También, relata la derrota de Cuauhtémoc y como Cortés exigió la entrega del oro indígena. La relación de Ixtlilxóchitl añade que el sitio duró ochenta días y que murieron, “más de doscientos cuarenta mil” de mexicas – una cifra obviamente exagerada, como la mayoría de estimaciones indican que la población de Tenochtitlan en esa época era entre 200,000 y 300,000. La relación de Chimalpain describe como Cortés consiguió todo el tesoro de la ciudad.

### Relación de los informantes de Tlatelolco
Finalmente, para terminar el libro, León-Portilla usa la relación de los informantes anónimos de Tlatelolco para corroborar todos los eventos más importantes que se presentaron a través del Códice Florentino, el Códice Aubin, la XIII relación de Alva Ixtlilxóchitl, la VII relación de Chimalpain, el Códice Ramírez, y la Historia de Tlaxcala. Además, añade unas canciones tristes que tienen que ver con la derrota de Cuauhtémoc y la Noche Triste, entre otras cosas

### Índice
El apéndice por León-Portilla describe en más detalle la relevancia cultural e histórica del texto. Incluye secciones sobre la evolución cultural, México-Tenochtitlan, el imperio, la sociedad, la guerra mexica, la educación, la escritura, el calendario prehispánica, la literatura indígena, y la ruta de los conquistadores.

## Comparación con las fuentes españolas

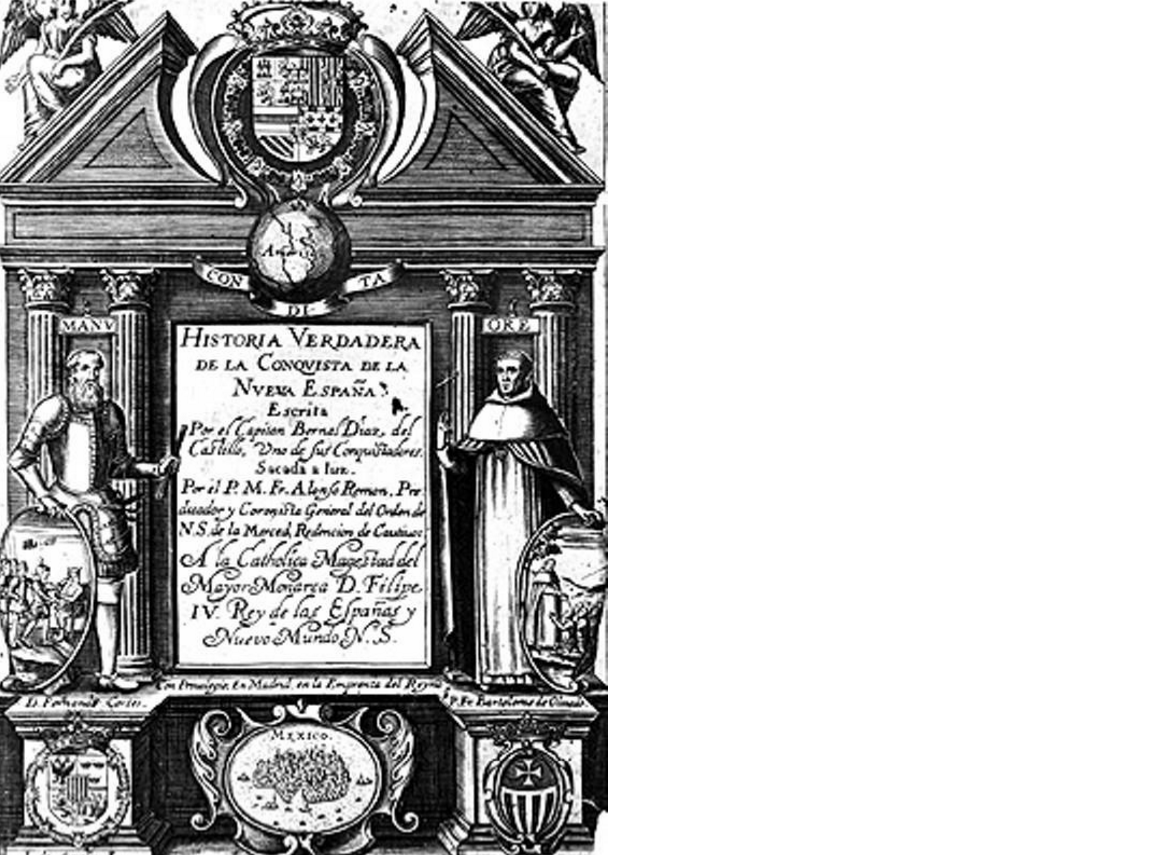
Historia Verdadera de Bernal Díaz del Castillo

La primera diferencia notable que se encuentra entre las fuentes indígenas y las españolas ocurre con la Matanza de Cholula. Bernal Díaz del Castillo en su Historia Verdadera menciona al principio sobre Cholula que, “son grandes traidores, que allí metía Montezuma secretamente sus capitanías…”. Poco después, una de las secciones de la obra tiene por título “Cómo tenían concertado matarnos en esta ciudad de Cholula”. Esta interpretación varía bastante de lo que se dice en el Códice Florentino, el cual indica que el conflicto surgió de los intereses de los tlaxcaltecas. Además, la segunda carta de relación de Hernán Cortés retrata la matanza como una acción preventiva, variando así igualmente de lo que dice el Códice Florentino.
Las diferencias se encuentran también de forma clara en cuanto a la matanza del Templo Mayor. Bernal Díaz del Castillo justifica la matanza como algo para prevenir un plan de asesinar a Pedro de Alvarado. El Códice Florentino la retrata como un ataque brutal y sin provocación. Bernardino de Sahagún escribe, “Al momento todos [los españoles] acuchillan, alancean a la gente y les dan tajos, con las espadas los hieren. A algunos les acometieron por detrás; inmediatamente cayeron por tierra dispersas sus entrañas. A otros les desgarraron la cabeza: les rebanaron la cabeza, enteramente hecha trizas quedó su cabeza.”
La dicotomía entre los dos puntos de vista es bastante evidente a través de la comparación entre las relaciones de Cortés y Bernal Díaz del Castillo con fuentes indígenas, específicamente el Códice Florentino.

## Ediciones
La primera edición fue publicada en 1959, en la vigésima novena edición publicada en 2007, se anexaron dos capítulos nuevos: "Lo que siguió", el cual reúne testimonios originalmente escritos en idioma náhuatl, así como una carta dirigida al rey Felipe II de España, firmada por varios nobles mexicas, en la cual se dan a conocer los agravios a los cuales era sometido el pueblo indígena.  El otro capítulo añadido corresponde a la letra de un canto náhuatl y es titulado bajo el nombre de "Tlaxcaltecáyotl", el documento original fue encontrado en la colección preservada en la Biblioteca Nacional de México.
En 1969 la obra fue editada en Cuba por la Casa de las Américas. En 1981, la Secretaría de Educación Pública conjuntamente con la Universidad Nacional Autónoma de México realizaron su propia edición. Por otra parte, en 1985 fue publicada la primera edición en España.
La obra de León-Portilla ha sido traducida al inglés, francés, italiano, alemán, hebreo, polaco, sueco, húngaro, serbio portugués, japonés, catalán, esperanto, braille otomí, chino y náhuatl.

## Recepción del texto
Desde su publicación, Visión de los vencidos ha llegado a ser una obra fundamental de la historia de México, a causa de su representación de los indígenas sin precedentes. Se ha dicho que da rostro a quienes que no lo tenían.
Notan algunos críticos la posibilidad de exageración en el texto, por la parte de los indígenas de acuerdo con sus mitos, o por la parte de otra persona. No obstante, hay un acuerdo de que el texto provee una perspectiva importante del “otro lado”, por así decirlo.
Algunos comentaristas incluyen al historiador José Vasconcelos y el arqueólogo Eduardo Matos Moctezuma. El escritor José Emilio Pacheco compara la obra a la epopeya, llamándolo “el gran poema épico de nuestra tradición antigua,” semejante a la pérdida de Troya. El historiador Alfredo López Austin ha comentado que Visión de los vencidos le impresionó mucho cuando era estudiante, notando particularmente el punto de vista no tradicional.
León-Portilla mismo escribió su tesis doctoral sobre la filosofía náhuatl, un concepto derivado de Visión de los vencidos.

## Descripción del proceso de selección de los textos nahuas
Gracias al apoyo fundamental de su mentor el padre Ángel María Garibay, León-Portilla aprendió la lengua nahua para estudiar los antiguos códices precolombinos. La consulta de cientos de documentos nahuas lo llevaron a seleccionarlos para poder conformar Visión de los vencidos, obra que pone de manifiesto, tal como el título lo indica, la percepción que tuvieron los aztecas de la caía de México-Tenochtitlan, con lo cual dejan ver la forma en la que percibían al “otro” (los españoles).” La otredad es un concepto que pertenece al identidad cultural, y la distinción entre "nosotros" y "ellos". León-Portilla ha dicho que el propósito principal de su obra es “conservar el recuerdo” de quienes vieron y sufrieron la Conquista. Antes de 1950 predominaba la perspectiva española, pero Visión de los vencidos proveyó una perspectiva alternativa de lo que ya existía. Para su investigación, León-Portilla retomó, entre otros textos, la Relación Anónima de Tlatelolco, la Relación de Fray Bernardino de Sahagún, y también códices pictográficos como el Códice Florentino, el Códice Aubin, el Códice Ramírez y el Lienzo de Tlaxcala.

## Historia de la publicación
La primera edición de Visión de los vencidos se publicó en 1959. Desde entonces, ha sido reeditado 29 veces Ha sido traducido a más de quince idiomas.

### Quincuagésimo aniversario
El 25 de junio de 2009, el Consejo Nacional para la Cultura y las Artes, el Instituto Nacional de Antropología e Historia, la Universidad Nacional Autónoma de México y el Colegio Nacional celebraron el quincuagésimo aniversario de la primera edición de la obra. El evento se realizó en el auditorio Jaime Torres Bodet del Museo de Antropología de la Ciudad de México. Además de la participación del autor estuvieron presentes Eduardo Matos Moctezuma, Fernando Curiel Defossé y Pilar Maynéz Vidal. Durante el evento León-Portilla reconoció el apoyo de su mentor Ángel María Garibay para la realización de su obra. Había una edición conmemorativa por los 25 años de su publicación en 1974.

## Ilustraciones de códices pertinentes
Hay 16 reproducciones de ilustraciones documentales, elaboradas por Alberto Beltrán (artista). En general, se han conseguido de varios códices, pero también de otras fuentes históricas.

## Otros usos del nombre
En el juego Age of Empires II: The Conquerors, el último escenario de la campaña "Moctezuma" se llama "Lanzas rotas" (Broken Spears en inglés), igual que el libro en su versión inglesa.